# TALIZMAN
TALIZMAN（タリスマン）は、かつて日本に存在したロックバンド。

## 概要
1974年、母体となるバンド「クロニクル」が結成される。1979年、クロニクルの石川、発地、巳城の3人に、木村昇、石井智を加えて「TALIZMAN」となり、活動開始。
1980年、コロムビアから2タイトルのシングルを同時に発売しデビュー。特撮ドラマ『ウルトラマン80』の主題歌や漫画『超人ロック』のイメージアルバム等を手掛けた。
1981年秋、リーダー兼ボーカリストの木村昇が脱退、TALIZMAN結成前から行っていたソロ活動を本格的に始める。その後は残ったメンバーでタケカワユキヒデ（ゴダイゴ）のソロ活動時におけるバックバンド（1982年6月～1983年3月）として活躍したが、1983年に活動停止した。

## メンバー
- 木村昇（ボーカル）
- 発地伸男（ギター、ボーカル）
- 石川恵樹（ベース、ボーカル）
- 巳城研二（キーボード、ボーカル）
- 石井智（ドラムス）
- 浅野孝已（ギター、コーラス）※アルバム「超人ロック ロード・レオン」のみゲストとして参加。また1982年以降、タケカワユキヒデのソロ活動時のバックバンド期間でも共演している。

## ディスコグラフィー

### シングル
| ゴジラ（作詞：山上路夫 作曲：木村昇、石川恵樹 編曲：木村昇） 『モスラ対ゴジラ』リバイバル上映イメージソング                                                                                          | 1980年3月10日発売  |
| B面：小さな星の唄（作詞：山上路夫 作曲：発地伸男 編曲：木村昇） 同上 |                    |
| Aquarius（作詞：ジェローム・ラグニ、ジェームス・ラド 訳詞：青井陽治 訳協力：タケカワユキヒデ、西村誠、奈良橋陽子 作曲：ガルト・マクダーモット） 『ヘアー』主題歌                                     | 1980年3月10日発売  |
| B面：Frank Mills（作詞：ジェーロム・ラグニ、ジェームス・ラド 訳詞：青井陽治 訳協力：タケカワユキヒデ、西村誠、奈良橋陽子 作曲：ガルト・マクダーモット） 同・挿入歌（歌：井本えりこ、演奏：TALIZMAN） |                    |
| ウルトラマン80（作詞：山上路夫 作曲・編曲：木村昇） 『ウルトラマン80』前期オープニングテーマ | 1980年4月10日発売  |
| B面：レッツ・ゴー・UGM（作詞：山上路夫 作曲・編曲：木村昇） 同・前期エンディングテーマ |                    |
| THE BLACK HOLE（作詞：Chris Mosdell 作曲・編曲：木村昇） 『ブラックホール』イメージソング | 1980年12月25日発売 |
| B面：END OF AIR（作詞：Chris Mosdell 作曲・編曲：石川恵樹） 同上 |                    |
| がんばれウルトラマン80（作詞：山上路夫 作曲・編曲：木村昇） 『ウルトラマン80』後期オープニングテーマ with コロムビアゆりかご会                                                                       | 1981年2月1日発売   |
| B面：地球人だよ（作詞：山上路夫 作曲・編曲：木村昇） 同・後期エンディングテーマ with コロムビアゆりかご会                                                                                            |                    |
| ユア・ナンバー・ワン（作詞：奈良橋陽子、山川啓介 作曲：タケカワユキヒデ 編曲：木村昇） トヨタ・カローラCMソング                                                                                      | 1981年4月1日発売   |
| B面：YOU'RE NUMBER ONE（作詞：奈良橋陽子 作曲：タケカワユキヒデ 編曲：木村昇） A面収録曲の英語バージョン                                                                                             |                    |
| 永遠（とわ）の愛 -A Forever Kind Of Love-（作詞：奈良橋陽子、伊藤アキラ 作曲：巳城研二、石川恵樹 編曲：TALIZMAN 『超人ロック』イメージソング                                                         | 1981年7月1日発売   |
| B面：勝利の戦士 -The Chosen One-（作詞：H.E.R.バーンズ、ビル・ビリー 作曲：巳城研二、石川恵樹 編曲：TALIZMAN） 同上                                                                                  |                    |
| シーズン（作詞：伊藤アキラ、ビル・ビリー 作曲：木村昇 編曲：TALIZMAN） 『姿三四郎』主題歌 | 1981年8月1日発売   |
| B面：忘れられない季節（作詞：伊藤アキラ 作曲：巳城研二 編曲：TALIZMAN） 同・挿入歌 |                    |

### アルバム
| ロック組曲『超人ロック』 | 1981年6月25日発売  |
| 1.ロック・ザ・ズーパーマン 2.シークレット・スクール 3.ザ・インベイジョン 4.ユール・ビー・フォーリング（レディ・カーン） 5.ズー・ズー・ズーパーマン 6.ウィ・ニード・ユー 7.コンピューター（ジー） 8.ランデブー 9.ミレニアム 10.ザ・チョーズン・ワン 11.マイ・プラネット 12.ア・フォーエバー・カインド・オブ・ラブ |                    |
| 超人ロック 炎の虎 | 1981年12月25日発売 |
| 1.スペース・ボヤージ 2.キャプテン・タイガー（featuring ボビー） 3.ブラック・ナイツ 4.コール・トゥ・バトル 5.テル・ミー（featuring アンディ） 6.アイ・マスト・ゴー（featuring アンディ） 7.リコレクション 8.リベンジ 9.トライアングル 10.ストレンジャー |                    |
| 超人ロック ロード・レオン | 1982年7月21日発売  |
| 1.流星 2.ロック・ザ・ズーパーマン（featuring ハーリー木村） 3.青い髪のエスパー（featuring MoJo） 4.エスパーバリア 5.アストリス・コンツェルン 6.スターダスト・ストーリー（featuring かおりくみこ） 7.BELIEVE IN YOU（featuring ハーリー木村） 8.YOU ARE CRAZY,キャプテン（featuring ハーリー木村） 9.テレポーテーション TO THE ロンウォール 10.エスパー・ファイティング（featuring ハーリー木村） 11.愛のオデッセイ（featuring かおりくみこ & ハーリー木村） 12.惑星 |                    |

### ベスト・アルバム
- TALIZMAN スーパー・ベスト（2006年6月28日発売）

## 演奏参加
- 町田義人
  - 男たちの朝（1982年、『三国志』主題歌）
- タケカワユキヒデ（武川行秀）
  - ドキ・ドキ・サマーガール （シングル、1982年6月1日発売）
  - 白い街角（EMPTIEST FEELING）（アルバム、1983年1月21日発売）
    - 白い街角 / グレープ・シード（上記アルバムからの先行シングル、1983年1月1日発売）
- サウンドトラック
  - ヘアー オリジナル・キャスト・アルバム（1980年、『ヘアー』より）※TALIZMANが歌う「Aquarius」と井本えりこが歌う「Frank Mills」をシングルで先行発売